# Reprezentacja Arabii Saudyjskiej U-17 w piłce nożnej mężczyzn
Reprezentacja Arabii Saudyjskiej U-17 w piłce nożnej mężczyzn – męska piłkarska reprezentacja Arabii Saudyjskiej do lat 17. Największymi sukcesami reprezentacji jest zdobycie złota na mistrzostwach Azji w 1985 i 1988, roku oraz na mistrzostwach świata w 1989 roku.

## Mistrzostwa Świata
| Rok   | Runda                   | M                       | W                       | R                       | P                       | GZ                      | GS                      |
| ----- | ----------------------- | ----------------------- | ----------------------- | ----------------------- | ----------------------- | ----------------------- | ----------------------- |
| 1985  | Ćwierćfinał             | 4                       | 2                       | 1                       | 1                       | 8                       | 4                       |
| 1987  | Faza grupowa            | 3                       | 1                       | 1                       | 1                       | 2                       | 1                       |
| 1989  | I miejsce               | 6                       | 4                       | 2                       | 0                       | 8                       | 6                       |
| 1991  | Nie brała udziału       | Nie brała udziału       | Nie brała udziału       | Nie brała udziału       | Nie brała udziału       | Nie brała udziału       | Nie brała udziału       |
| 1993  | Nie zakwalifikowała się | Nie zakwalifikowała się | Nie zakwalifikowała się | Nie zakwalifikowała się | Nie zakwalifikowała się | Nie zakwalifikowała się | Nie zakwalifikowała się |
| 1995  | Nie zakwalifikowała się | Nie zakwalifikowała się | Nie zakwalifikowała się | Nie zakwalifikowała się | Nie zakwalifikowała się | Nie zakwalifikowała się | Nie zakwalifikowała się |
| 1997  | Nie zakwalifikowała się | Nie zakwalifikowała się | Nie zakwalifikowała się | Nie zakwalifikowała się | Nie zakwalifikowała się | Nie zakwalifikowała się | Nie zakwalifikowała się |
| 1999  | Nie zakwalifikowała się | Nie zakwalifikowała się | Nie zakwalifikowała się | Nie zakwalifikowała się | Nie zakwalifikowała się | Nie zakwalifikowała się | Nie zakwalifikowała się |
| 2001  | Nie zakwalifikowała się | Nie zakwalifikowała się | Nie zakwalifikowała się | Nie zakwalifikowała się | Nie zakwalifikowała się | Nie zakwalifikowała się | Nie zakwalifikowała się |
| 2003  | Nie zakwalifikowała się | Nie zakwalifikowała się | Nie zakwalifikowała się | Nie zakwalifikowała się | Nie zakwalifikowała się | Nie zakwalifikowała się | Nie zakwalifikowała się |
| 2005  | Nie zakwalifikowała się | Nie zakwalifikowała się | Nie zakwalifikowała się | Nie zakwalifikowała się | Nie zakwalifikowała się | Nie zakwalifikowała się | Nie zakwalifikowała się |
| 2007  | Nie zakwalifikowała się | Nie zakwalifikowała się | Nie zakwalifikowała się | Nie zakwalifikowała się | Nie zakwalifikowała się | Nie zakwalifikowała się | Nie zakwalifikowała się |
| 2009  | Nie zakwalifikowała się | Nie zakwalifikowała się | Nie zakwalifikowała się | Nie zakwalifikowała się | Nie zakwalifikowała się | Nie zakwalifikowała się | Nie zakwalifikowała się |
| 2011  | Nie zakwalifikowała się | Nie zakwalifikowała się | Nie zakwalifikowała się | Nie zakwalifikowała się | Nie zakwalifikowała się | Nie zakwalifikowała się | Nie zakwalifikowała się |
| 2013  | Nie zakwalifikowała się | Nie zakwalifikowała się | Nie zakwalifikowała się | Nie zakwalifikowała się | Nie zakwalifikowała się | Nie zakwalifikowała się | Nie zakwalifikowała się |
| 2015  | Nie zakwalifikowała się | Nie zakwalifikowała się | Nie zakwalifikowała się | Nie zakwalifikowała się | Nie zakwalifikowała się | Nie zakwalifikowała się | Nie zakwalifikowała się |
| 2017  | Nie zakwalifikowała się | Nie zakwalifikowała się | Nie zakwalifikowała się | Nie zakwalifikowała się | Nie zakwalifikowała się | Nie zakwalifikowała się | Nie zakwalifikowała się |
| 2019  | Nie zakwalifikowała się | Nie zakwalifikowała się | Nie zakwalifikowała się | Nie zakwalifikowała się | Nie zakwalifikowała się | Nie zakwalifikowała się | Nie zakwalifikowała się |
| 2023  | Nie zakwalifikowała się | Nie zakwalifikowała się | Nie zakwalifikowała się | Nie zakwalifikowała się | Nie zakwalifikowała się | Nie zakwalifikowała się | Nie zakwalifikowała się |
| Razem | Turniejów finał.        | 13                      | 7                       | 4                       | 2                       | 18                      | 11                      |

## Mistrzostwa Azji
| Rok   | Runda                   | M                       | W                       | R                       | P                       | GZ                      | GS                      |
| ----- | ----------------------- | ----------------------- | ----------------------- | ----------------------- | ----------------------- | ----------------------- | ----------------------- |
| 1985  | I miejsce               | 4                       | 3                       | 0                       | 1                       | 5                       | 3                       |
| 1986  | III miejsce             | 5                       | 3                       | 0                       | 2                       | 8                       | 3                       |
| 1988  | I miejsce               | 6                       | 5                       | 1                       | 0                       | 17                      | 3                       |
| 1990  | wycofała się            | wycofała się            | wycofała się            | wycofała się            | wycofała się            | wycofała się            | wycofała się            |
| 1992  | III miejsce             | 5                       | 2                       | 2                       | 1                       | 7                       | 5                       |
| 1994  | Faza grupowa            | 4                       | 2                       | 0                       | 2                       | 8                       | 4                       |
| 1996  | Nie zakwalifikowała się | Nie zakwalifikowała się | Nie zakwalifikowała się | Nie zakwalifikowała się | Nie zakwalifikowała się | Nie zakwalifikowała się | Nie zakwalifikowała się |
| 1998  | Nie zakwalifikowała się | Nie zakwalifikowała się | Nie zakwalifikowała się | Nie zakwalifikowała się | Nie zakwalifikowała się | Nie zakwalifikowała się | Nie zakwalifikowała się |
| 2000  | Nie zakwalifikowała się | Nie zakwalifikowała się | Nie zakwalifikowała się | Nie zakwalifikowała się | Nie zakwalifikowała się | Nie zakwalifikowała się | Nie zakwalifikowała się |
| 2002  | Nie zakwalifikowała się | Nie zakwalifikowała się | Nie zakwalifikowała się | Nie zakwalifikowała się | Nie zakwalifikowała się | Nie zakwalifikowała się | Nie zakwalifikowała się |
| 2004  | Nie zakwalifikowała się | Nie zakwalifikowała się | Nie zakwalifikowała się | Nie zakwalifikowała się | Nie zakwalifikowała się | Nie zakwalifikowała się | Nie zakwalifikowała się |
| 2006  | Ćwierćfinał             | 5                       | 2                       | 2                       | 1                       | 8                       | 3                       |
| 2008  | Ćwierćfinał             | 4                       | 1                       | 1                       | 2                       | 6                       | 6                       |
| 2010  | Nie zakwalifikowała się | Nie zakwalifikowała się | Nie zakwalifikowała się | Nie zakwalifikowała się | Nie zakwalifikowała się | Nie zakwalifikowała się | Nie zakwalifikowała się |
| 2012  | Faza grupowa            | 3                       | 0                       | 0                       | 3                       | 1                       | 5                       |
| 2014  | Faza grupowa            | 3                       | 0                       | 2                       | 1                       | 2                       | 3                       |
| 2016  | Faza grupowa            | 3                       | 0                       | 1                       | 2                       | 6                       | 9                       |
| 2018  | Nie zakwalifikowała się | Nie zakwalifikowała się | Nie zakwalifikowała się | Nie zakwalifikowała się | Nie zakwalifikowała się | Nie zakwalifikowała się | Nie zakwalifikowała się |
| 2023  | Ćwierćfinał             | 4                       | 3                       | 0                       | 1                       | 7                       | 2                       |
| Razem | Turniejów finał.        | 46                      | 21                      | 9                       | 16                      | 75                      | 46                      |

## Aktualny skład
Aktualny skład drużyny można przeglądać na stronie transfermarkt.pl.